# 공개주의
공개주의(公開主義)는 변론, 증거조사, 판결 등 소송의 심리 및 재판을 일반인이 방청하도록 허용하는 것으로 헌법상 재판의 공정성을 확보하고 사법권에 대한 국민의 신뢰를 높이는 것을 목적으로 한다. 소송법상 공개주의는 모든 재판에 대하여 적용된다. 헌법에서는 '재판의 심리, 판결은 공개하여야 한다. 다만, 심리의 경우 국가의 안전보장 또는 안녕 질서를 방해하거나 풍속을 해칠 우려가 있을 때에는 법원의 결정으로 공개하지 아니할 수 있다.'고 규정하고 있다. 따라서, 공개주의는 소송심리의 기본원칙 중의 하나이지만 판결에 한정된다. 공개주의는 실질적으로 구술주의에서 가능하다.